# Joseph Wu
Jaushieh Joseph Wu (en chino: 吳釗燮; en pinyin: Wú Zhāoxiè; Peh-oe-ji: Ngô͘ Chiau-siat; 31 de octubre de 1954) es un político taiwanés ejerció el cargo de ministro de Asuntos Exteriores de la República de China bajo la presidencia de Tsai Ing-wen. Tomó posesión del cargo el 26 de febrero de 2018. Anteriormente ejerció como Secretario General de la Presidencia y como Secretario GeneraL del Consejo de Seguridad Nacional. De 2007 a 2008, fue el representante en jefe (embajador de facto) de la República de China en Estados Unidos al dirigir la Oficina Representativa Económica y Cultural de Taipéi en Washington D. C.

## Biografía
El Dr. Wu fue un politólogo académico antes de entrar en política. Terminó su doctorado en Ciencias Políticas en la Universidad Estatal de Ohio en 1989. Escribió su tesis doctoral sobre los progresos y obstáculos en la democratización en Taiwán. Estuvo trabajando como profesor e investigador asociado del Departamento de Ciencias Políticas de la misma Universidad Estatal de Ohio (Universidad pública de Estados Unidos). También fue director del Instituto de Relaciones Internacionales de la Universidad de Chengchi (Universidad en Taiwán).

## Carrera política

### Embajador en Estados Unidos
De 2007 a 2008, Jaushieh Joseph Wu se desempeñó como representante en la Oficina Representativa Económica y Cultural de Taipéi en los Estados Unidos, una figura que Taiwán utiliza como embajadas de facto en países que no le reconocen oficialmente.

### Consejero de Asuntos Continentales
Wu fue nombrado presidente del Consejo de Asuntos Continentales, el órgano encargado de coordinar las relaciones con la China continental (República Popular China) en 2004 por el Presidente Chen Shui-bian. Más delante, el presidente Chen le nombraría Secretario General Adjunto de la Oficina Presidencial.
Su nombramiento como presidente del Consejo de Asuntos Continentales resultó algo controvertido debido a su reputación como partidario de la independencia de Taiwán, especialmente a la luz del nombramiento simultáneo como ministro de Asuntos Exteriores del ex-activista independentista Mark Chen. Su mandato al frente de la oficina representativa de Taiwán en Washington duró un año y tres meses.
El 11 de abril de 2013, el gabinete presidencial de la República de China aprobó una ley para establecer ña Fundación para el intercambio en el esterecho (SEF, por sus siglas en inglés) que tendría una filial en la China continentalm también se crearía la Asociación para las Relaciones a través de los estrechos de Taiwán (ARATS, por sus siglas en inglés), en esta ocasión con sede en Taiwán. Wu, que ya había dejado el cargo, indicó que para que la oficina de ARATS funcionase debía cumplir tres requisitos: La oficina no debía convertirse en la versión taiwanesa de la Oficina de Enlace en Hong Kong de la República Popular China; los mandatos de la oficina deberían ser claramente definidos antes de comenzar; y quienes la dirigiesen debían adherirse a las regulaciones diplimáticas internacionales.

### Secretario del Partido Progresista Democrático
Ocupó el cargo de Secretario General del Partido Democrático Progresista desde 2014 hasta 2016.

### Consejero de Seguridad y Secretario General de la Oficina Presidencial
Después de las elecciones generales de 2016 ganadas por su partido, fue nombrado Secretario General del Consejo de Seguridad Nacional. Un año más tarde, se convirtió en Secretario General de la Oficina Presidencial.

### Ministro de Asuntos Exteriores
Wu es nombrado Ministro de Asuntos Exteriores en febrero de 2018, asumiendo oficialmente sus funciones en el ministerio el 26 de febrero.
La Alianza Interparlamentaria sobre China le invitó como ministro de Relaciones Exteriores de Taiwán, así como al presidente de la Administración Central Tibetana, Penpa Tsering, al ex-legislador de Hong Kong Nathan Law y a la activista uigur Rahima Mahmut a una contra-cumbre del G-20 de Roma el 29 de octubre de 2021.
| Predecesor: David Lee | Ministro de Asuntos Exteriores de la República de China 2018 - Act. | Sucesor: en el cargo |